# Trece lunas
Trece Lunas es el segundo álbum de Fuel Fandango, y fue publicado el 23 de abril de 2013. El disco fue grabado entre Madrid, Tarifa, Córdoba y Londres. Su primer sencillo fue New Life. La portada del disco ha sido diseñada por Neil Krug, gurú de la imagen y la fotografía que ha realizado trabajos para Ladytron, Devendra Banhart, y Scissor Sisters, entre otros.
Además han realizado el documental Inside Trece Lunas, compuesto por varios capítulos que muestran el proceso de grabación del nuevo álbum.

## Pistas
| N.º        | Título                                               | Duración |  |
| 1.         | «City»                                               | 4:43     |  |
| 2.         | «New Life»                                           | 3:58     |  |
| 3.         | «Tell Me»                                            | 4:36     |  |
| 4.         | «Nature»                                             | 4:15     |  |
| 5.         | «Read My Lips»                                       | 3:36     |  |
| 6.         | «Fighters»                                           | 4:03     |  |
| 7.         | «Fragile»                                            | 4:17     |  |
| 8.         | «Little Pain»                                        | 3:51     |  |
| 9.         | «Maze»                                               | 4:35     |  |
| 10.        | «Trece Lunas»                                        | 4:16     |  |
| 11.        | «Thai»                                               | 3:22     |  |
| 12.        | «Hace Tiempo (iTunes Edition)»                       | 4:17     |  |
| 13.        | «Oporto (iTunes Edition)»                            | 3:59     |  |
| 14.        | «Shiny Soul (Disco Mordisco Remix) (iTunes Edition)» | 6:12     |  |
| 60:00 mins |                                                      |          |  |

- Datos: Q16642426